# Cate Campbell
Cate Campbell (Blantyre, 20 de maig de 1992) és una nedadora australiana d'origen malauí. Va guanyar medalla d'or en el relleu 4×100 metres lliures als Jocs Olímpics de Londres 2012 i als de Rio de Janeiro 2016, així com dues medalles de bronze als Jocs Olímpics de Pequín 2008 en el 50 metres lliure i el relleu 4x100 metres lliure. També va guanyar la medalla d'or al Campionat Mundial de Natació de 2013 a Barcelona en els 100 metres estil lliure.